# مايك كينغ (كرة سلة)
مايك كينغ (بالإنجليزية: Mike King)‏ مواليد 26 مارس 1978 في بالتيمور، هو لاعب كرة سلة أمريكي معتزل. بدأ مسيرته الاحترافية في سنة 2002. يبلغ طوله 6 قدم 5 بوصة (2.0 م). اعتزل اللعب في 2012.

## المسيرة الاحترافية
لعب مع نادي إراكليس سالونيك لكرة السلة في سنة 2006، ثم لعب مع نادي ليماسول لكرة السلة في موسم 2006–2007، ثم لعب مع نادي أولمبيا لاريسا لكرة السلة من سنة 2007 إلى 2009، ثم لعب مع نيكار ريزن لودفيغسبورغ في الدوري الألماني في موسم 2009–2010.

## روابط خارجية
- مايك كينغ على موقع كرة السلة الأوروبية.كوم (الإنجليزية)
- مايك كينغ على موقع كلية كرة السلة في سبورتس رفرنس.كوم (الإنجليزية)
- مايك كينغ على موقع ريلجم (الإنجليزية)
- مايك كينغ على موقع سبورتس رفرنس (الإنجليزية)
- مايك كينغ على موقع سبورتس رفرنس (الإنجليزية)